# Sonnet 2
When forty winters shall besiege thy brow

And dig deep trenches in thy beauty’s field,

Thy youth’s proud livery, so gazed on now,

Will be a tottered weed of small worth held.

Then, being asked where all thy beauty lies,

Where all the treasure of thy lusty days;

To say within thine own deep sunken eyes,

Were an all-eating shame, and thriftless praise.

How much more praise deserved thy beauty’s use,

If thou couldst answer, “This fair child of mine

Shall sum my count, and make my old excuse,”

Proving his beauty by succession thine.

     This were to be new made when thou art old,

     And see thy blood warm when thou feel’st it cold.
— William Shakespeare
Traduction de François-Victor Hugo
Précédent Suivant
Sonnet 2 est l’un des 154 sonnets écrits par le dramaturge et poète William Shakespeare.

## Texte original
Texte et typographie originale :
VVHen fortie Winters ſhall beſeige thy brow,

And digge deep trenches in thy beauties field,

Thy youthes proud liuery ſo gaz'd on now,

Wil be a totter'd weed of ſmal worth held:

Then being askt,where all thy beautie lies,

Where all the treaſure of thy luſty daies;

To ſay within thine owne deepe ſunken eyes,

Were an all-eating ſhame,and thriftleſſe praiſe.

How much more praiſe deſeru'd thy beauties uſe,

If thou couldſt anſwere this faire child of mine

Shall ſum my count,and make my old excuſe

Proouing his beautie by ſucceſſion thine.

   This were to be new made when thou art ould,

   And ſee thy blood warme when thou feel'ſt it could.

## Traduction en prose
Par François-Victor Hugo :
Lorsque quarante hivers assiégeront ton front et creuseront des tranchées profondes dans le champ de ta beauté, la fière livrée de ta jeunesse, si admirée maintenant, ne sera qu’une guenille dont on fera peu de cas.

Si l’on te demandait alors où est toute ta beauté, où est tout le trésor de tes jours florissants, et si tu répondais que tout cela est dans tes yeux creusés, ce serait une honte dévorante et un stérile éloge.

Combien l’emploi de ta beauté mériterait plus de louange, si tu pouvais répondre : « Ce bel enfant né de moi sera le total de ma vie et l’excuse de ma vieillesse ; » et si tu prouvais que sa beauté est tienne par succession !

Ainsi tu redeviendrais jeune alors que tu vieillirais, et tu verrais se réchauffer ton sang quand tu le sentirais se refroidir.

## Traduction en vers
Par Fernand Henry :
Lorsque quarante hivers piétineront ton front,

Ravivant ta beauté sous leur cruel passage,

Le vêtement brillant qui pare ton visage

Sera le haillon vil que nous réprouveront.

Qu'espères-tu répondre à ceux qui chercheront

Ta splendeur d'autrefois en ce suprême outrage ?

Oseras-tu montrer tes yeux creusés par l'âge,

T'affligeant à toi-même un inutile affront ?

Comme on louerait bien plus ta beauté disparue

Si tu pouvais leur dire : « À ce superbe enfant,

Né de moi, j'ai légué mon passé triomphant ! »

Si tu prouvais ainsi qu'elle se continue,

Tu redeviendrais jeune en te sentant vieillir

Et ton sang de nouveau se mettrait à bouillir.